# UFC 188
UFC 188：维拉斯奎兹对温盾（UFC 188: Velasquez vs. Werdum）是终极格斗冠军赛（UFC）主办的一场综合格斗赛事，于2015年6月13日在墨西哥墨西哥城的墨西哥城体育馆举行。

## 结果
1. ↑  UFC重量级冠军统一战